# Redoc
Redoc, en sammentrækning af Reduced Documentation, var et ekspertsystem, som blev udviklet fra midten af 1985 og frem til slutningen af 1980'erne af et lille Silkeborg firma ved navn Micronor Data. Firmaet ejedes af Jørgen Lehmann, Jørgen Hviid og en tredje mand som alle tre var ingeniør uddannede. Systemet tog udgangspunkt i behovet for at registrere eksperters erfaringer opsamlet gennem et langt arbejdsliv. Programmet blev udviklet med EU-støtte.

## Hardware platform
Programmet blev designet til at køre på og udviklet på en PC med 640 KB RAM og 5 MB harddisk. Udover den normale monokrome skærm var der indsat et ekstra interface-kort som styrede en ekstern box indeholdende to styk Pluto II grafikkort fra engelske IO Research Limited. Hvert af disse kort var bestykket med en Intel 8088 processor og 512 KB RAM, hvilket muliggjorde en opløsning på 768 × 576 interlaced i 256 farver udaf 16,7 millioner mulige. Der var tilsluttet to 16" farveskærme til denne box. Der var således hele tre skærme på en sådan "Redoc-station".

## Software platform
Projektet udvikledes i det danske programmeringssprog PolyPascal fra PolyData, som delvis ejedes af Anders Hejlsberg. Af hastighedshensyn var store dele desuden skrevet i Microsoft Assembler (MASM), specielt de tunge grafiske rutiner. Redoc kørte på MS DOS operativsystemet. Det blev programmeret af Allan Paul Krings.

## Virkemåde
Programmet havde principielt to tilstande – en optage tilstand og en afspilnings tilstand. Intentionen var at folk med erfaring, som skulle gives videre, registrerede nogle logiske sammenhænge imellem to billeder, dokumenter eller formularer som vistes på de to skærme. Sammenhængen lagredes så i en database (binary balanced tree) og kunne senere afspilles for folk uden erfaring.

## Senere udvikling
I starten af 1990'erne blev Redoc genoplivet i en ny inkarnation under navnet Hugin, som produceredes til DSB.